# Мюллер, Сергей
Сергей Мюллер — российский конькобежец, выступал за Санкт-Петербург. Участник чемпионатов мира (1896) и России (1895) по конькобежному спорту. На первенстве России Мюллер по сумме выступлений на двух дистанциях на 1500 и 5000 метров занял второе место, уступив четырёхкратному чемпионы России Сергею Пуресеву.

## Достижения
| турнир               | дата             | город           | 500 м    | 1500 м     | 5000 м      | 10000 м | место     |
| -------------------- | ---------------- | --------------- | -------- | ---------- | ----------- | ------- | --------- |
| 7-й чемпионат России | 14 февраля 1895  | Москва          | —        | 2.53,7 (2) | 10.29,5 (2) | —       | 2         |
| 4-й чемпионат мира   | 7—8 февраля 1896 | Санкт-Петербург | 54,2 (4) | 2.49,2 (4) | 10.03,2 (4) | —       | без места |